# Левый Птыш
Левый Птыш (груз. მარცხენა პტიში [Марцхена Птиши]) — село в Абхазии, в Гулрыпшском районе частично признанной Республики Абхазия, согласно административному делению Грузии — в Гульрипшском муниципалитете Абхазской Автономной Республики на берегу реки Чхалта (Ацгара).

## Население
В 1959 году в селе Марцхена Птиши (Левый Птыш) проживало 287 человек, в основном грузины (в Ажарском сельсовете в целом — 3239 человек, также в основном грузины). В 1989 году в селе жило 93 человека, также в основном грузины (сваны). По данным переписи населения Грузии 2002 года, в селе Левый Птыш (на момент переписи контролировавшимся властями Грузии) проживало 114 человек.